# Пойвай (присілок)
Пойва́й (рос. Пойвай) — присілок (колишнє селище) у Зав'яловському районі Удмуртії, Росія.
Знаходиться на обох берегах річки Пойвай, лівій притоці Нирсевайки. Розташоване на крайньому заході Зав'яловського району, на кордоні з Увинським районом. До 2000 року в селі закінчувалась Постольська вузькоколійна залізниця і тут існувала залізнична станція Пойвай.

## Населення
Населення — 46 осіб (2012; 53 в 2010).
Національний склад станом на 2002 рік:
- росіяни — 63 %

## Урбаноніми[3]
- вулиці — Зарічна, Лікарняна, Лісова, Лучна, Підлісна, Постольська
- провулки — Орловський, Річковий